# Mật thất (thực vật)
Picria fel-terrae là một loài thực vật có hoa thuộc họ Linderniaceae. Nó cũng là loài duy nhất của chi Picria, được João de Loureiro mô tả khoa học lần đầu tiên năm 1790.

## Phân bố
Loài này có ở Ấn Độ (Assam), Bangladesh, Indonesia, Lào, Malaysia, Myanmar, Philippines, Thái Lan, Trung Quốc (Quảng Đông, Quảng Tây, Quý Châu, Vân Nam) và Việt Nam. Tại Việt Nam nó được gọi là mật thất hay thanh ngâm. Tại Trung Quốc gọi là 苦玄参 (khổ huyền sâm, nghĩa là huyền sâm đắng).

## Mô tả
Cỏ một năm có vị rất đắng, cao 0,5-1,0 m, mọc rễ từ các mắt; thân vuông. Các cành phân nhánh, có khía. Cuống lá 0,5–2 cm. Lá mọc đối; phiến lá hình trứng (hình xoan) hay gần tròn, dài 3-5,5 cm, xa trục có lông cứng trên các gân, gần trục có lông cứng ngắn. Đáy hình nêm, thuôn tròn hay cắt cụt. Mép lá có khía tai bèo-răng đều, nhọn đỉnh. Gân phụ 4-5 đôi ở mỗi bên của gân giữa, có lông mịn; cuống có cạnh. Chùm ở nách lá, thưa, cành hoa gồm 3-8 hoa mọc đối, cuống hoa đến 1 cm. Đài hoa 4 lá đài, thùy thuon dài-hình trứng, đến 1,4 x 1 cm ở quả, gân hình lưới rõ nét, 2 ngoài to rộng, 2 trong thẳng hẹp như kim, các thùy trên thường xẻ đôi ở đỉnh. Tràng hoa cao gần bằng đài, khoảng 1,2 cm, màu nâu đỏ hoặc trắng trừ môi dưới; ống tràng khoảng 6,5 mm, thu hẹp ở giữa; môi dưới khoảng 6,5 mm; môi trên thẳng đứng khoảng 4,5 mm, đáy rộng, gần thuôn dài và hẹp ở đỉnh, có khía; chỉ nhị trước có lông măng, tiểu nhụy thụ 2, tiểu nhụy lép vàng. Quả nang hình trứng, ngắn hơn đài, 5–6 mm; hột nhiều, vàng.

## Môi trường sống
Ven rừng, rừng thưa, rừng thường xanh, đồng ruộng, ở cao độ 700-1.400m. Tại Việt Nam có ở Hoàng Liên Sơn, Hà Sơn Bình, Bình Trị Thiên. Chứa curangin, trị sốt, khai vị, bổ ruột, lợi kinh, hạ nhiệt; trị rắn cắn.